# 고히메 (1574년)
고히메(일본어: 豪姫, 1574년 ~ 1634년 6월 18일)는 센고쿠 다이묘 우키타 히데이에의 정실이다. 아버지는 마에다 도시이에, 어머니는 마쓰로서 2남 9녀 중 4녀로 태어났다. 양부모는 도요토미 히데요시와 기타노만도코로이다.

## 생애
오와리국 아라코(현재의 아이치현 나고야시)에서 태어났다. 유년기 아버지 도시이에와 히데요시의 사이가 좋았기 때문에 자식이 없었던 히데요시 부부의 양녀로 입양되었다. 고히메는 양부모에게서 매우 귀여움을 받았다고 한다. 히데요시가 고히메에게 보낸 편지가 현존해 있다.
덴쇼 16년 (1588년) 15세에 오카야마성주 우키타 히데이에에게 시집을 가, 슬하에 2남 2녀를 두었다.
게이초 5년 (1600년) 부군 히데이에가 세키가하라 전투에서 서군에 속하였기 때문에 우키타 가문의 영지는 몰수되었고, 히데이에는 사쓰마로 도피하였다. 이때 도쿠가와 이에야스의 탐문을 피하기 위해 거짓으로 히데이에의 죽음을 꾸몄다고 한다. 그러나, 게이초 7년 (1602년) 사쓰마의 시마즈 가문이 도쿠가와 이에야스에게 항복하였고, 히데이에는 목숨만은 살려준다는 조건하에 인도 되었다. 게이초 11년 (1606년) 히데이에는 자식 둘과 함께 하치조섬에 유배되었다. 그 사이 고히메는 딸과 함께 친정인 가가번으로 돌아갔고, 지참금으로 1500석을 받았다.
간에이 11년 (1634년) 향년 61세로 임종하였다.

## 사후
장례는 우키타씨의 묘소가 있는 사찰인 다이렌지에서 진행하였고 묘소는 이시카와현 가나자와시의 노다 산 묘지에 있다.

## 같이 보기
- 와키타 나오카타(김여철)